# Matheus Pereira (calciatore 1998)
Matheus Pereira da Silva, noto semplicemente come Matheus Pereira (San Paolo, 25 febbraio 1998), è un calciatore brasiliano, centrocampista del Fortaleza.

## Caratteristiche tecniche
È un trequartista.

## Carriera

### Club
Cresciuto nel settore giovanile del Corinthians, ha esordito in prima squadra il 23 agosto 2015 disputando l'incontro di Série A vinto 3-0 contro il Cruzeiro.
Il 26 giugno 2016 è stato acquistato a titolo definitivo dall'Empoli in sinergia con la Juventus, che non avrebbe potuto tesserarlo per via delle norme sugli extracomunitari. Ha debuttato in Serie A il 6 novembre seguente disputando gli ultimi minuti del match vinto 4-0 contro il Pescara.
Nel gennaio 2017 è passato in prestito alla Juventus, con cui ha trascorso 6 mesi in primavera per poi essere riscattato a titolo definitivo.
Per la stagione 2017-2018 è stato ceduto in prestito al Bordeaux, ma dato lo scarso utilizzo a gennaio è rientrato a Torino facendo poi ritorno in patria al Paraná fino al termine della stagione.
Confermato nella rosa della formazione Under-23 per la stagione 2018-2019, è stato più volte convocato in prima squadra nel finale di stagione, riuscendo a esordire il 27 aprile in occasione della trasferta pareggiata 1-1 contro l'Inter, in cui ha anche sfiorato il goal del 2-1. Al termine del campionato mette a referto 3 incontri con il club bianconero, che gli permettono di fregiarsi, pur da comprimario, della vittoria dello scudetto.
Il 29 agosto 2019 è stato ceduto in prestito al Digione, club della prima divisione francese.

### Nazionale
Nel 2015 ha vinto il campionato sudamericano Under-17.

## Statistiche

### Presenze e reti nei club
Statistiche aggiornate al 15 ottobre 2024.
| Stagione            | Squadra             | Campionato          | Campionato | Campionato | Coppe nazionali | Coppe nazionali | Coppe nazionali | Coppe continentali | Coppe continentali | Coppe continentali | Altre coppe | Altre coppe | Altre coppe | Totale | Totale | Totale |
| Stagione            | Squadra             | Comp                | Pres       | Reti       | Comp            | Pres            | Reti            | Comp               | Pres               | Reti               | Comp        | Pres        | Reti        | Pres   | Reti   |        |
| ------------------- | ------------------- | ------------------- | ---------- | ---------- | --------------- | --------------- | --------------- | ------------------ | ------------------ | ------------------ | ----------- | ----------- | ----------- | ------ | ------ | ------ |
| 2015                | Corinthians         | A1/SP+A             | 0+1        | 0          | CB              | 1               | 0               | -                  | -                  | -                  | -           | -           | -           | 2      | 0      |        |
| 2016                | Corinthians         | A1/SP+A             | 0          | 0          | CB              | 0               | 0               | CL                 | -                  | -                  | -           | -           | -           | 0      | 0      |        |
| Totale Corinthians  | Totale Corinthians  | Totale Corinthians  | 1          | 0          |                 | 1               | 0               |                    | -                  | -                  |             | -           | -           | 2      | 0      |        |
| 2016-gen. 2017      | Empoli              | A                   | 1          | 0          | CI              | 1               | 0               | -                  | -                  | -                  | -           | -           | -           | 2      | 0      |        |
| gen.-giu. 2017      | Juventus            | A                   | -          | -          | CI              | -               | -               | UCL                | -                  | -                  | -           | -           | -           | 0      | 0      |        |
| 2017-2018           | Bordeaux 2          | N3                  | 2          | 0          | -               | -               | -               | -                  | -                  | -                  | -           | -           | -           | 2      | 0      |        |
| 2018                | Paraná              | PD/PA+A             | 5+2        | 0          | CB              | 0               | 0               | -                  | -                  | -                  | -           | -           | -           | 5+2    | 0      |        |
| 2018-2019           | Juventus U23        | C                   | 22         | 5          | CI-C            | 2               | 0               | -                  | -                  | -                  | -           | -           | -           | 24     | 5      |        |
| apr.-mag. 2019      | Juventus            | A                   | 3          | 0          | CI              | -               | -               | UCL                | -                  | -                  | -           | -           | -           | 3      | 0      |        |
| 2019-gen. 2020      | Digione             | L1                  | 10         | 0          | CF+CdL          | 0               | 0               | -                  | -                  | -                  | -           | -           | -           | 10     | 0      |        |
| gen.-giu. 2020      | Barcellona B        | SDB                 | 0+3        | 0          | -               | -               | -               | -                  | -                  | -                  | -           | -           | -           | 3      | 0      |        |
| 2020-2021           | Barcellona B        | SDB                 | 24+1       | 2          | -               | -               | -               | -                  | -                  | -                  | -           | -           | -           | 25     | 2      |        |
| 2021-2022           | Barcellona B        | PR                  | 36         | 5          | -               | -               | -               | -                  | -                  | -                  | -           | -           | -           | 36     | 5      |        |
| Totale Barcellona B | Totale Barcellona B | Totale Barcellona B | 60+4       | 5          |                 | -               | -               |                    | -                  | -                  |             | -           | -           | 64     | 5      |        |
| 2022-2023           | Eibar               | SD                  | 39+2       | 2          | CR              | 2               | 0               | -                  | -                  | -                  | -           | -           | -           | 43     | 2      |        |
| 2023-2024           | Eibar               | SD                  | 40+2       | 1          | CR              | 1               | 0               | -                  | -                  | -                  | -           | -           | -           | 43     | 1      |        |
| 2024-2025           | Eibar               | SD                  | 9          | 0          | CR              | 0               | 0               | -                  | -                  | -                  | -           | -           | -           | 9      | 0      |        |
| Totale Eibar        | Totale Eibar        | Totale Eibar        | 88+4       | 3          |                 | 3               | 0               |                    | -                  | -                  |             | -           | -           | 95     | 3      |        |
| Totale carriera     | Totale carriera     | Totale carriera     | 194+8      | 15         |                 | 7               | 0               |                    | -                  | -                  |             | -           | -           | 209    | 15     |        |

## Palmarès

### Club
- Campionato brasiliano: 1

Corinthians: 2015
- Supercoppa italiana: 1

Juventus: 2018
- Campionato italiano: 1

Juventus: 2018-2019

### Nazionale
- Campionato sudamericano Under-17: 1

2015